# Magno Costa
Magno Costa é um quadrinista brasileiro. Ao lado de seu irmão gêmeo, Marcelo Costa, lançou em 2011 as graphic novels Matinê e Oeste Vermelho. No ano seguinte, os dois ganharam o 24º Troféu HQ Mix na categoria "Novo talento (desenho)". Depois disso, Magno passou a fazer graphic novels sozinho, como Mary, de 2013, e A Vida de Jonas, de 2014, esta última tendo ganho o Troféu HQ Mix no ano seguinte na categoria "Edição especial nacional". Em 2017, a editora Zarabatana lançou A Herança Becker, graphic novel feita em parceria com seu irmão. No mesmo ano, foi publicado pelo selo graphic MSP mais um trabalho em conjunto dos irmãos: Capitão Feio: Identidade.